# Црква Светих апостола Петра и Павла у Рудом
Црква Светих апостола Петра и Павла је храм Српске православне цркве у Рудом, Република Српска, Босна и Херцеговина. Припада митрополији дабробосанској, а посвећена је Светим апостолима Петру и Павлу.
Црква је грађена у периоду 1908—1912. године, а зидарске радове извели су мајстори Далматинци, рам иконостаса урадио је Добро Стикић, док су иконе осликане у иконописачкој радионици „Ивковић” у Новом Саду. Када је црква завршена 1912. године, митрополит Евгеније Летица осветио је храм на Петровдан, празник коме је посвећена црква.
За време Првог светског рата аустроугарски војници однели су велико звоно, а мало је сачувано. Ново, велико звоно купљено је 1935. године, а купљено је и средње звоно у ливници „Пантелић” у Земуну.
Осамдесетих година прошлог века црква је реновирана, урађене су столице поред зидова, горионик за свеће, певнице, Христова гробница, пулт за продају свећа, као и тетрапод. Сви предмети урађени су у дуборезу у радионици у Крагујевцу. Током ове обнове ограђена је и порта, као и целокупно црквено земљиште.
Црквена општина данас користи парохијски дом из 1905. године, кога је саградила аустроугарска влада о свом трошку.